# Ben Vrackie
Ben Vrackie är ett berg i Storbritannien.   Det ligger i kommunen Perth and Kinross och riksdelen Skottland, i den norra delen av landet, 600 km norr om huvudstaden London. Toppen på Ben Vrackie är 841 meter över havet, eller 416 meter över den omgivande terrängen. Bredden vid basen är 5,4 km.
Terrängen runt Ben Vrackie är huvudsakligen kuperad.Runt Ben Vrackie är det mycket glesbefolkat, med 5 invånare per kvadratkilometer. Närmaste större samhälle är Pitlochry, 3,8 km sydväst om Ben Vrackie. I omgivningarna runt Ben Vrackie växer i huvudsak blandskog.